# اسلوبودن پچات
اسلوبودن پچات (مقدونی: Слободен печат) یک روزنامه مقدونی است که در سال ۲۰۱۳ تأسیس شد. اولین شماره آن در ۱۹ اکتبر همان سال منتشر شد.
در اکتبر ۲۰۱۶ این شرکت به بخشی از گروه رسانه‌ای آدریا در صربستان تبدیل شد.

## تاریخچه و مشخصات

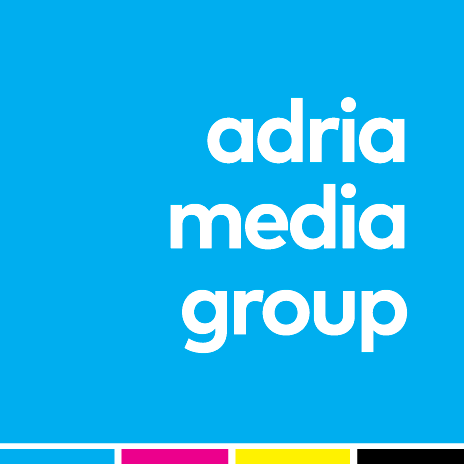
گروه رسانه‌ای آدریا، مالک آدریا مدیا بالکان

بنیانگذاران این مجله گروهی از روزنامه‌نگاران با ذهنیت باز و سنت دموکراتیک بودند، مانند برانکو گروسکی (در دهه ۹۰، بنیان‌گذار محبوب‌ترین روزنامه دنونیک که بعداً به واز فروخته شد) و گرادیمیر یووانوویچ (روزنامه‌نگار رادیو اسکوپیه، سردبیر و مفسر، بازنشسته)، با تأمین کمک فنی و لجستیکی قابل توجه آژانس تبلیغاتی خانه اسکوپیه به کار مشغول شدند.
بنیانگذاران اصلی این روزنامه، ولاتکو کوسوالیسکی، که در آن زمان مدیر کل نیز بود و همچنین گرادیمیر یووانوویچ. برانکو گروسکیدر آنزمان به عنوان سردبیر منصوب شد.
پس از آنکه سهام روزنامه «اسلوبودن پچات دو»، را «گروه رسانه‌ای آدریا دو» از بلگراد به دست گرفت، حمایت کامل خود را از این روزنامه اعلام کرد. در نتیجه این حمایت، اسلوبودن پچات به بزرگ‌ترین رسانه چاپی و توزیع‌کننده در بخش رسانه‌های چاپی مقدونیه تبدیل شد و بیشترین تیراژ روزانه را در مقدونیه شمالی دارد.
روزنامه در شرایطی آغاز به کار کرد که حاکی وضعیت واقعی اجتماعی و سیاسی در مقدونیه شمالی بود. شعار اسلوبودن پچات «همیشه در کنار مردم» بوده است.
چاپ اولیه با یک دستگاه چاپ اجاره‌ای در چاپخانه شخصی و با توزیع شخصی آغاز شد، زیرا چاپخانه‌ها و توزیع‌کنندگان موجود از چاپ و توزیع آن خودداری می‌کردند. از این رو، با وجود تعداد کمی وسیله نقلیه دست دوم، رایانه‌های شخصی قدیمی و نرم‌افزارهای منسوخ شده، همراه با تعداد کمی از متخصصان شجاع، اسلوبودن پچات به روزنامه‌ای پیشرو و با بیشترین تیراژ در بازار تبدیل شد که شامل یک ناوگان توزیعی متشکل از ۱۳ وسیله نقلیه داشت. تا ژوئیه ۲۰۱۸، اسلوبودن پچات دو حدود ۵۰ کارمند داشت که ۱۹ نفر در اتاق خبر (سردبیر، معاونان، روزنامه‌نگاران، خبرنگاران، عکاسان خبری، ویراستاران فنی، طراحان وب، سخنرانان و غیره)، ۵ نفر در بخش بازاریابی، ۵ نفر در چاپخانه، ۱۳ نفر در بخش توزیع و ۴ نفر در بخش مالی و اداری بودند. این شرکت با روزنامه‌نگاران آزاد، خبرنگاران سایر شهرهای مقدونیه شمالی و خارج از کشور قرار داد دارد، همچنین ستون‌نویسان، پورتال‌های اینترنتی با آژانس اطلاعات دولتی MIA و همچنین سرویس‌های خبری خارجی همکاری و قرارداد دارند.
نسخه دیجیتال روزنامه اسلوبودن پچات در ژانویه ۲۰۱۷ منتشر شد. پورتال مدرن آن بازطراحی شده است تا سطح جدیدی از ارتباطات را در میان پرفروش‌ترین روزنامه‌های روزانه ارائه دهد. 